# Коньков, Леонид Сергеевич
Леонид Сергеевич Коньков (1 апреля 1932, дер. Базлы, Удмуртская АО — 23 марта 2004) — бригадир Грамотеинского шахтоуправления ПО «Облкемеровоуголь», Герой Социалистического Труда (1981).

## Биография
Родился в семье рабочего Сергея Егоровича Конькова и крестьянки Анастасии Григорьевны Череневой. Отец после окончания Томского университета получил звание судьи, и семья часто переезжала с места на место.
Окончил железнодорожное училище в Барнауле, работал в Красноярске на авиационном заводе имени Побежимова — слесарем по ремонту промышленного оборудования. Потом вновь вернулся к земле, окончил школу механизаторов в Прокопьевске, работал штурвальным на комбайне в колхозе. В армии три года служил в морской авиации на Дальнем Востоке.
После демобилизации работал учеником проходчика, проходчиком на участке № 5 шахты «Грамотеинская 1-2» (ныне ООО «Шахта „Листвяжная“» г. Белово). С апреля 1959 года по ноябрь 1983 года — в Грамотеинском шахтоуправлении. С 1971 г. — бригадир комплексно-механизированной бригады Грамотеинского шахтоуправления. Коллектив под его руководством установил несколько рекордов суточной и годовой добычи угля.
За годы десятой пятилетки коллектив добыл два миллиона 760 тысяч 965 тонн угля. Сверх пятилетнего плана горняки выдали на-гора 129 тысяч 865 тонн высококачественного топлива, социалистические обязательства перевыполнены почти на сорок тонн. Пятилетнее задание завершено на три месяца раньше срока.
Указом Президиума Верховного Совета СССР от 31 марта 1981 года за выдающиеся производственные достижения, досрочное выполнение заданий десятой пятилетки и социалистических обязательств, проявленную трудовую доблесть Конькову Леониду Сергеевичу присвоено звание Героя Социалистического Труда с вручением ему ордена Ленина и золотой медали «Серп и Молот».
Внёс и внедрил в производство 17 рационализаторских предложений. Он был умелым наставником молодежи, 21 рабочего обучил горняцкому мастерству.
В ноябре 1983 года Коньков Леонид Сергеевич вышел на пенсию.
Жил в городе Белово Кемеровской области. Умер 23 марта 2004 года.

## Награды и звания
- Герой Социалистического Труда
- Орден Октябрьской Революции
- Орден «Знак Почёта»
- Юбилейная медаль «За доблестный труд. В ознаменование 100-летия со дня рождения Владимира Ильича Ленина»
- Медаль Кемеровской области «За особый вклад в развитие Кузбасса» II степени
- Знак «Шахтёрская слава» трёх степеней.